# Roxana Condurache
Roxana Condurache (n. 28 august 1987, Iași, România) este o actriță română. A fost premiată și nominalizată ca Cea Mai Bună Actriță la cea de-a 32-ediție a Premiilor Genie, pentru rolul din filmul canadian Denunțătorul⁠(d). 

## Carieră
În 2002 a câștigat Premiul Miss Freshmen al Liceului Emil Racoviță. Ca urmare a acestui eveniment, a fost observată de o agenție de modele și antrenată de aceasta în activitatea de model. În timpul liceului, a avut succes în piesele școlare. La vârsta de 18 ani, s-a mutat la București, pentru a studia actoria. În primul an de studiu, a lucrat pentru două spectacole: Actorii și o colaborare cu The Mask Theatre and Pulse, în regia lui Javier Opazo. 
După această experiență, Roxana Condurache a acceptat un mic rol într-o comedie: musicalul The Gurtons Needle, Teatrul Mask. A avut nevoie să se pregătească timp de 3 luni pentru acest spectacol, luând lecții de canto cu Razvan Diaconu (compozitor) și lecții de dans cu Ioana Macarie (coregrafie).
În 2009, ea a jucat un rol de martor al tragediei din Hiroshima. Piesa a fost numită „Cries for Peace” și a fost regizată de Liana Ceterchi. Spectacolul a avut loc la București. În același an, a jucat un rol și în piesa „Frica și mizeria celui de-al Treilea Reich”, scrisă de Bertold Brecht, în regia lui Razvan Marinescu. Piesa a câștigat premiul pentru regie la festivalul „Teatru pentru tineri”, care a avut loc la Piatra Neamț, România. În același an, a jucat rolul principal în filmul Extra Charged, regizat de  Andrei Elvadeanu.
În 2009, Roxana Condurache a fost descoperită de Larysa Kondracki, care i-a oferit un rol în filmul Denunțătorul⁠(d).

## Filmografie
- 2010: Denunțătorul - Raya
- 2016: Dincolo de calea ferată - Alice
- anunțat: Bogie and Bacall - Lauren Bacall[4][5]